# Oedenthurn
Oedenthurn ist ein Gemeindeteil der Stadt Parsberg im Landkreis Neumarkt in der Oberpfalz in Bayern.

## Geographische Lage
Oedenthurn liegt im Oberpfälzer Jura der Südlichen Frankenalb auf ca. 538 m ü. NHN an der westlichen Seite des 561 m hohen Haberberges. Etwa 1 km nördlich befindet sich die südliche Begrenzung des Truppenübungsplatzes Hohenfels. Die Einöde ist über Verbindungsstraßen von der Staatsstraße 2234 und von Kühnhausen her zu erreichen.

## Geschichte
Östlich von Oedenthurn liegt auf dem Haberberg ein Burgstall. Von der einstigen Burg gibt es keine schriftlichen Überlieferungen. Möglicherweise hieß sie Plassenburg, denn im frühen 19. Jahrhundert ist für Oedenthurn auch die Bezeichnung Plassenburg überliefert. Ein Zinsbuch des pfalzgräflichen Amtes Hohenfels von 1400/10 nennt „Plossenburg“ und meint die zinspflichtige Ansiedelung Oedenthurn. Gegen Ende des Alten Reiches, um 1800, bestand Oedenthurn im Amt Hohenfels aus einem Anwesen in der Größe eines Halbhofes, auf dem der Untertan Ehrensperger saß.
Im neuen Königreich Bayern (1806) wurden zunächst Steuerdistrikte aus jeweils mehreren Orten gebildet, so Großbissendorf aus zehn Orten, unter diesen auch die Einöde Oedenthurn. Im Zuge der Umsetzung des zweiten Gemeindeedikts von 1818 wurde daraus die Ruralgemeinde Großbissendorf, zu der ebenfalls die Einöde Oedenthurn gehörte. Zum 1. Januar 1946 wurde Oedenthurn der Gemeinde Hörmannsdorf angeschlossen. Diese wurde im Zuge der Gebietsreform in Bayern am 1. Mai 1978 in die Stadt Parsberg eingemeindet.

### Einwohner- und Gebäudezahl
- 1836: 11 Einwohner, 2 Häuser in „Ödenthurm od. Plassenburg“,[7]
- 1861: 10 Einwohner, 4 Gebäude in „Oedenthurn“,[8]
- 1871: 12 Einwohner, 5 Gebäude, im Jahr 1873 ein Großviehbestand von 10 Stück Rindvieh,[9]
- 1900: 6 Einwohner, 1 Wohngebäude,[10]
- 1925: 5 Einwohner, 1 Wohngebäude,[11]
- 1937: 13 Einwohner (nur Katholiken),[12]
- 1950: 14 Einwohner, 2 Wohngebäude,[13]
- 1987: 8 Einwohner, 2 Wohngebäude, 2 Wohnungen.[14]